# Marcantonio Bragadin (generał)

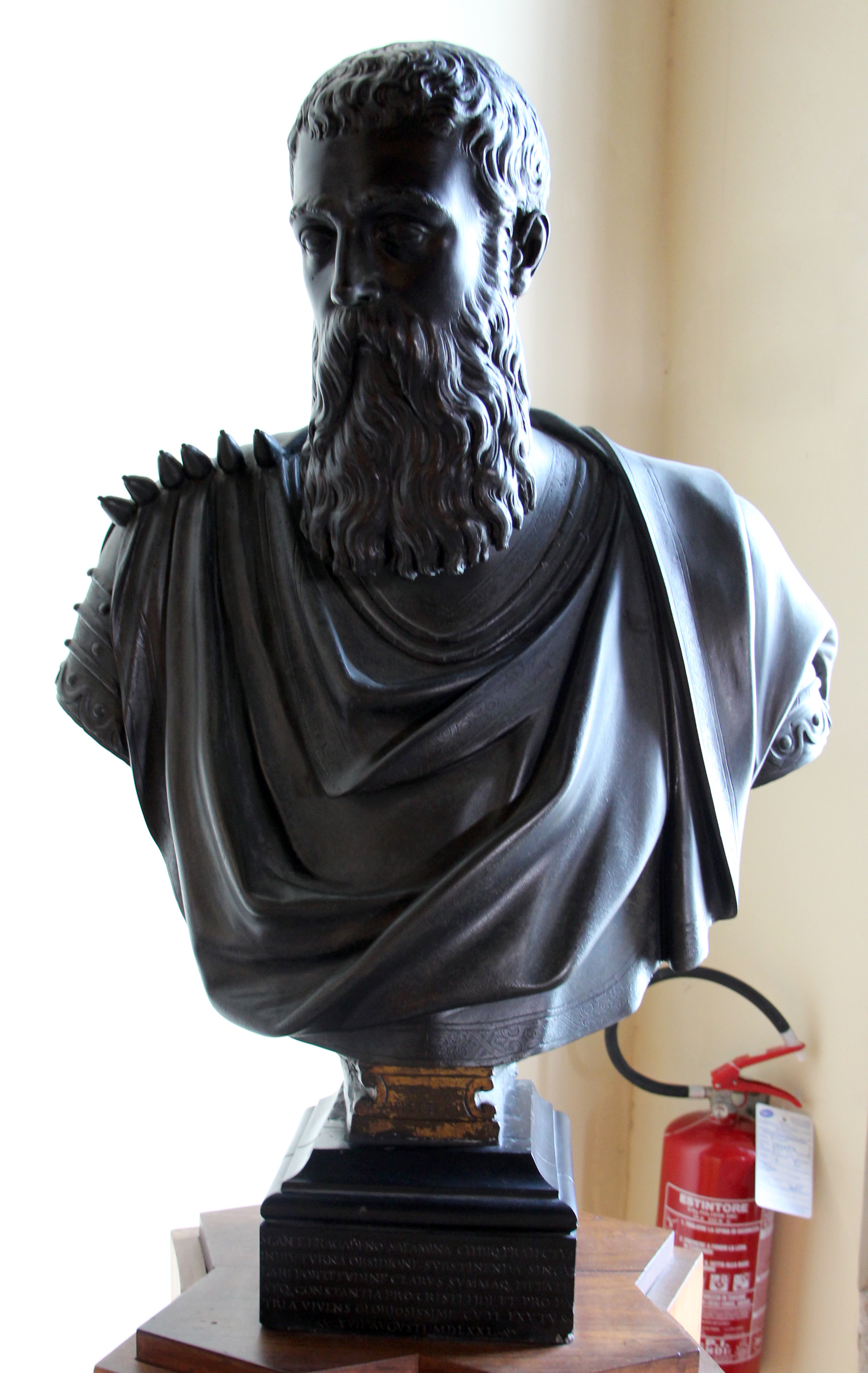
Tiziano Aspetti, Marcantonio Bragadin (1571)

Marcantonio Bragadin, lub Marco Antonio Bragadin (ur. 21 kwietnia 1523 w Wenecji, zm. 17 sierpnia 1571 w Famaguście) – wenecki prawnik i oficer. Wstąpił do Fanti da Mar (piechota morska) Republiki Weneckiej. W roku 1569 został mianowany kapitanem i dowódcą obrony Famagusty na Cyprze, gdzie został w okrutny sposób zamordowany w sierpniu 1571 po zdobyciu tego portowego miasta przez wojska tureckie, co oznaczało początek ponad dwustuletniego panowania tureckiego na wyspie.

## Życiorys
Po krótkiej praktyce prawniczej, w roku 1543 Bragadin wybrał karierę w marynarce wojennej i służył na weneckich galerach przez kilka lat. W roku 1560 i ponownie w 1566 wszedł w skład władz miejskich Wenecji jako zarządca floty.
W roku 1569 został mianowany kapitanem Cypru i wysłany do Famagusty, w owym czasie bogatego miasta portowego, gdzie objął praktycznie władzę nad całą wyspą zdając sobie doskonale sprawę z tego, że wkrótce nastąpi starcie z potęgą osmańską, dążącą do opanowania Cypru.
Bragadin natychmiast przystąpił do wzmocnienia fortyfikacji Famagusty, które musiały być przygotowane na odparcie ognia artylerii, będącej mocną stroną armii tureckiej. Przede wszystkim wzmocnił obronę portu, a zwłaszcza bastionu Martinengo – znakomitego przykładu nowoczesnego budownictwa obronnego.
Turcy wylądowali na Cyprze 3 lipca 1570 roku. Nikozja padła po dwóch miesiącach; jej garnizon został zmasakrowany. Wicekról (locumtenens regni) Niccolò Dandolo napisał do Bragadina, by był gotów na uderzenie nieprzyjaciela.

### Oblężenie Famagusty
Turcy podeszli pod Famagustę we wrześniu; osmańska artyleria przez wiele miesięcy próbowała skruszyć mury miasta. Marco Antonio Bragadin dowodził, jego zastępcą był Lorenzo Tiepolo, a dowódcą obrony portu generał Astorre Baglioni.
Według weneckich kronikarzy (liczby przez nich podawane są raczej wątpliwe) około 6-tysięczny garnizon bronił miasta przeciwko 200 000 Turków z 1500 działami i 150 okrętami blokującymi port. W rzeczywistości siły tureckie nie przekraczały 70 000 z kilkudziesięcioma działami i kilkoma galerami.
Garnizon Famagusty bronił miasta przez jedenaście miesięcy wbrew wszelkim – nawet najbardziej optymistycznym założeniom  – przeciwko przeważającym siłom nieprzyjaciół i bez nadziei pomocy ze strony Wenecji. W dodatku Turcy wprowadzili udoskonalenia w pracach oblężniczych – na całej długości murów miejskich usypali wał ziemny do wysokości blanków, skąd łatwiej było im prowadzić ostrzał wnętrza miasta. Jednocześnie kopali tunele pod fortyfikacjami w celu podminowania i zawalenia całych ich fragmentów. Oblężeni kopali z kolei kontrtunele i wycinali górników.
W lipcu 1571 Turkom udało się w końcu podminować i zburzyć fragment murów na wysokości cytadeli. Przez wyłom ich wojska runęły do wnętrza twierdzy, ale zostały odparte przy znacznych stratach z obu stron. Oblężenie zbliżało się jednak do końca. Wobec panujących w mieście głodu i chorób oraz niemal całkowitego wyczerpania amunicji, Bragadin zdecydował się 6 sierpnia na kapitulację.

### Śmierć

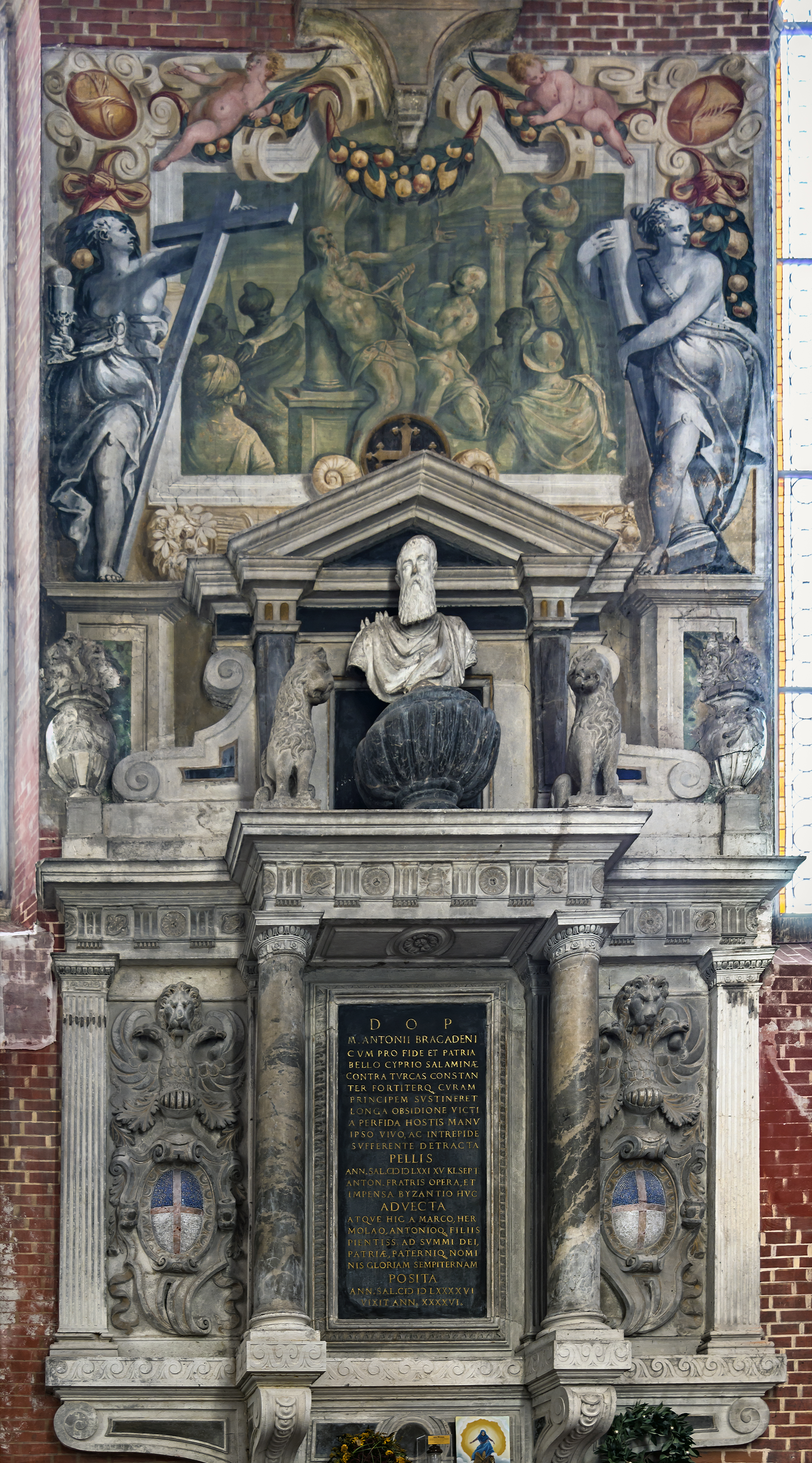
Jego grób w Wenecji.

Famagusta miała kapitulować na honorowych warunkach. Wysłannikom Bragadina zapowiedziano, że pozostali przy życiu obrońcy oraz ci spośród mieszkańców, którzy wyrażą chęć, będą mogli udać się do Candii na Krecie. Turcy nie dotrzymali danego słowa. Gdy dowódcy weneccy przybyli do obozu tureckiego na rozmowy kapitulacyjne zostali rozbrojeni i uśmierceni. Generałowie Alvise Martinengo, Gianantonio Querini i kasztelan Andrea Bragadin zostali ścięci, a sam dowódca, po trwających dziesięć dni torturach, obcięciu uszu i nosa, został żywcem obdarty ze skóry. Poćwiartowane ciało Bragadina zostało rozdane – jako trofea – dowódcom poszczególnych oddziałów, a jego skóra – po wypchaniu trawą i włosiem i odzianiu w jego doczesną odzież – została wsadzona na osła i obwieziona w szyderczej procesji pustymi ulicami Famagusty, której obrońcy i mieszkańcy zostali wymordowani po zajęciu miasta. Makabryczne trofeum, wraz z obciętymi głowami generałów, zostało – na galerze dowódcy floty osmańskiej, Mustafa Paszy – dostarczone do Stambułu, jako dar dla sułtana Selima II.
Skóra Bragadina została jakiś czas później wykradziona z arsenału w Stambule i w roku 1580 odsprzedana młodemu weneckiemi żeglarzowi, Girolamo Polidoriemu, który przywiózł ją do Wenecji. Została ona złożona najpierw w kościele San Gregorio, a następnie w Santi Giovanni e Paolo, gdzie znajduje się do dziś.
Sławę Bragadina ugruntowała zarówno bohaterska obrona miasta przed wielokrotnie liczniejszymi siłami nieprzyjaciół, jak i jego straszna śmierć zadana mu przez tych, którym zawierzył poddając Famagustę.
Z militarnego punktu widzenia długotrwały opór oblężonego garnizonu zatrzymał na Cyprze znaczne siły lądowe i morskie, co pozwoliło Świętej Lidze w spokoju przygotować flotę do decydującej bitwy pod Lepanto. Z drugiej strony historycy do dzisiaj zastanawiają się, dlaczego Wenecja nie wsparła Bragadina ze swej bazy w Chanii na Krecie. Uważa się, że wśród Wenecjan przeważyła opinia, że wobec zbliżającego się wielkiego starcia z Turkami liczy się każdy żołnierz i że próba sforsowania tureckiej blokady Famagusty byłaby zbyt kosztowna.